# Тунгуй (Иркутская область)
Тунгуй — деревня в Заларинском районе Иркутской области России. Входит в состав Бажирского муниципального образования. Находится примерно в 6 км к востоку от районного центра.

## Население
По данным Всероссийской переписи, в 2010 году в деревне проживало 135 человек (78 мужчин и 57 женщин).